# مواقف رونالد ريغان السياسية

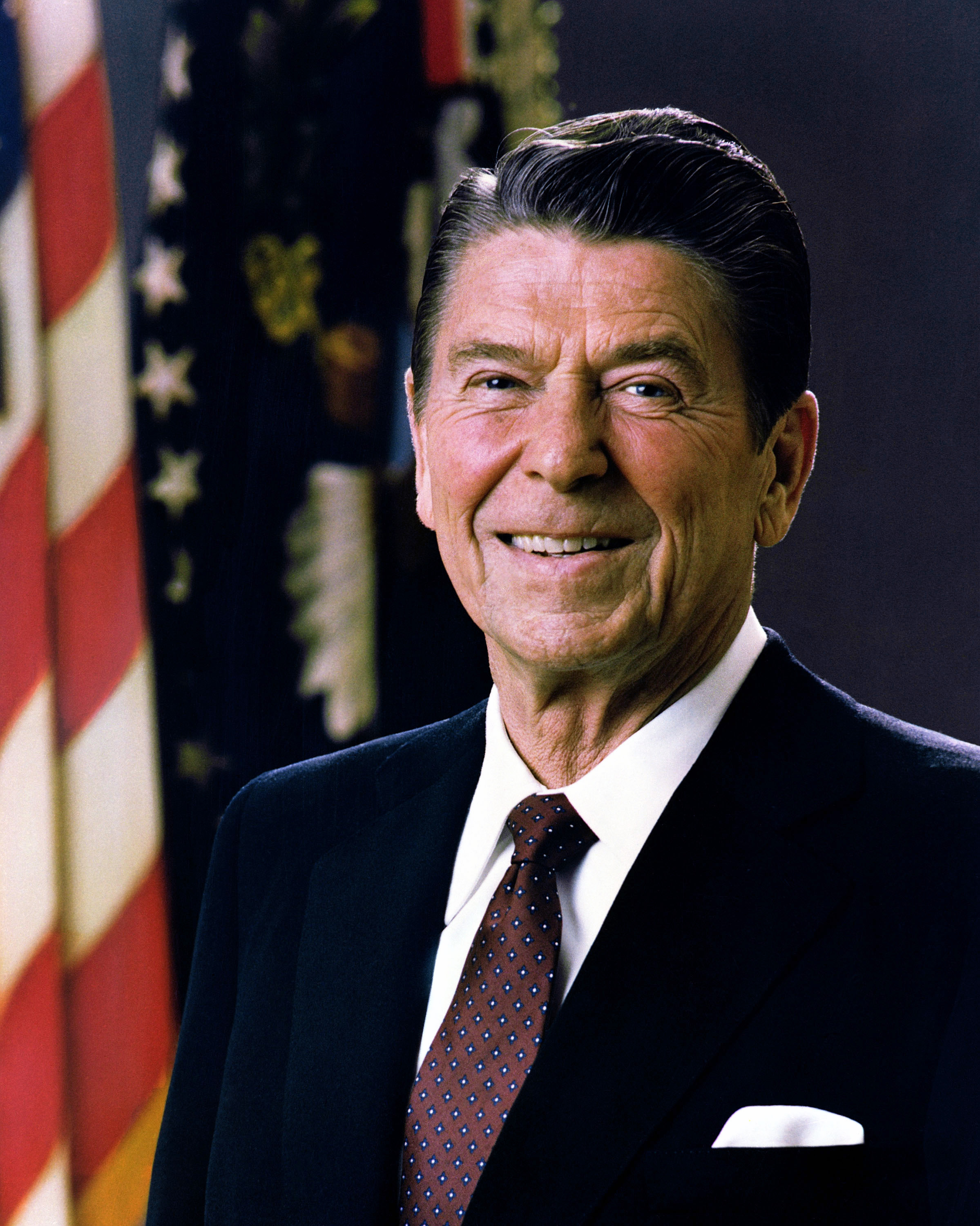
الرئيس الأربعون للولايات المتحدة رونالد ريغان

كان رونالد ريغان الرئيس الأربعين للولايات المتحدة (1981-1989). وهو نائب جمهوري وممثل وحاكم سابق لولاية كاليفورنيا، أمدّ حركة المحافظين في الولايات المتحدة بالطاقة منذ عام 1964. كانت سياسته الخارجية الرئيسية مضاهاة الاتحاد السوفييتي وتخطّيه في القوة العسكرية، ووضعه على طريق ما أسماه «مزبلة التاريخ». بحلول عام 1985، بدأ بالتعاون الوثيق مع القائد السوفييتي ميخائيل غورباتشوف -حتى أنهما أصبحا صديقين- وفاوض على مشاريع واسعة النطاق لنزع الأسلحة. كانت الحرب الباردة تنحسر وانتهت فجأةً مع فقدان السوفييت للسيطرة على أوروبا الشرقية بين ليلة وضحاها تقريبًا في أكتوبر 1989، بعد 9 أشهر على حلول نائب الرئيس جورج إتش دبليو. بوش، الذي اتّبع سياسات ريغان، محل ريغان في البيت الأبيض. تفكَّك الاتحاد السوفييتي نفسُه في ديسمبر 1991. في ما يتعلق بمذهب ريغان، عَزز ريغان الدعم الدبلوماسي والمالي والعسكري للتمردات المناهضة للشيوعية في أفغانستان ونيكاراغوا ودول عديدة أخرى. بجزئها الأكبر، انهارت السلطة الشيوعية المحلية مع انهيار الاتحاد السوفييتي.
في الشؤون الداخلية، قام بخطواتٍ دراماتيكية في فترة الركود التضخمي الذي شهد معدلاتٍ عالية للبطالة والتضخم. اشتملت تلك الخطوات على تخفيض كبير للضرائب، ورفع قيود واسع النطاق على الأعمال التجارية. وقام أيضًا بخطوات لإضعاف الاتحادات العمالية ووجد حلًا طويل الأمد نال تأييد الحزبين لحماية نظام الأمن الاجتماعي. على الرغم من حصوله على دعم اليمين الديني، تجنّب على وجه الإجمال قضايا اجتماعية مثل الإجهاض وحقوق المثليين والاندماج العرقي أو قلل من شأنها. تكلم بوضوح عن الصلوات في المدارس العامة إلا أنه لم يشجع تعديلًا دستوريًا يسمح بذلك. كانت مكافحة المخدرات الأولوية القصوى، في حين لم يكن تعزيز الحركة النسوية أولويةً، على الرغم من تعيينه أول امرأة في المحكمة العليا. بات ريغان شخصيةً أيقونية كثيرًا ما أشاد بها مرشحو الرئاسة الجمهوريون المستقبليون.

## القيادة
يقول المؤرخ ميلفين بي. ليفلر «كان رونالد ريغان ودودًا ومتفائلًا ولبقًا ومحترمًا وواثقًا من نفسه ومتواضعًا. إلا أنه كان أيضًا شخصيةً غامضة ومنعزلة وبعيدة ومبهمة». وفقًا لجيمس ب. فيفنر، أستاذ السياسة العامة في جامعة جورج ماسون، كان ريغان شخصيةً أكبر من الحياة وسياسيًا خارقًا ورئيسًا هامًا. أسفر غموضه عن «رئاسة المفارقات» التي اختلطت فيها نجاحات دراماتيكية مع فشل مؤسف. اشتملت قواه على نظرة واسعة وتوجه واضح. قدَّر الناخبون تفاؤله وعبقريته وطبيعته العطوفة، التي جعلت مُثله تبدو أكثر جاذبية. كان يرى أن جميع المشكلات الوطنية كانت مشكلاتٍ بسيطة، وامتلك إيمانًا بالحلول البسيطة. قوّى هذا من عزيمته، إلا أنه أفضى أيضًا إلى فشل حين وُجدت صعوبات كبيرة. من المفارقات أن انتصاراته اعتمدت على رغبته بالقيام بتسوياتٍ براغماتية دون التخلي عن مُثله.
اتّخذ ريغان بنفسه القرارات الرئيسية في السياسة، وعادةً ما نقض مستشاريه البارزين في قضايا مثل قمة ريكيافيك في عام 1986، وفي خطاب عام 1987 الذي دعى فيه إلى هدم جدار برلين. كان ريغان معنيًا بقضايا واسعة جدًا، فضلًا عن أدلة متناقلة لدعم معتقداته. لم يولِ اهتمامًا كبيرًا بالتفاصيل والإحاطات المفصلة. طُرد المسؤولون الكبار، مثل وزير الخارجية أل هايغ، حين لم يُثبتوا نجاحًا. اختَبر ريغان مجموعةً من ستة مستشارين للأمن القومي قبل أن يقع اختياره على أشخاص يثق بهم. في الواقع، كان جون بوينديكستر موضع ثقة مبالغ بها. دخل بوينديكستر ومساعده أوليفر نورث في صفقة سرية مع إيران سُميت قضية إيران كونترا التي أضرت بسمعة ريغان بشكل كبير. نادرًا ما سافر ريغان إلى الخارج، واعتمد على دائرة داخلية من المستشارين الذين لم يكونوا خبراء في السياسة الخارجية، من بينهم زوجته وجيمس بيكر وإدوين ميس ومايكل ديفر. امتلك هيغ أوراق اعتماد ليكون وزير خارجية، إلا أنه كان مغرورًا وغير قادر على التوافق مع كبار المساعدين الآخرين. استُبدل بجورج شولتز الذي أظهر تعاونًا أكبر بكثير، وكان على العموم محط إعجاب المؤرخين. اللاعبون الرئيسيون الآخرون هم ويليام جاي. كيسي مدير وكالة الاستخبارات المركزية وويليم بي. كلارك مستشار الأمن القومي وجين كيركباتريك السفيرة إلى الأمم المتحدة. نجح كاسبر دبليو. فاينبيرغر، وزير الدفاع، في إعادة بناء وتوسيع الجيش، إلا أنه لم ينسّق بشكل جيد مع قيادة السياسة الخارجية.

## السياسة الخارجية

### الحرب الباردة

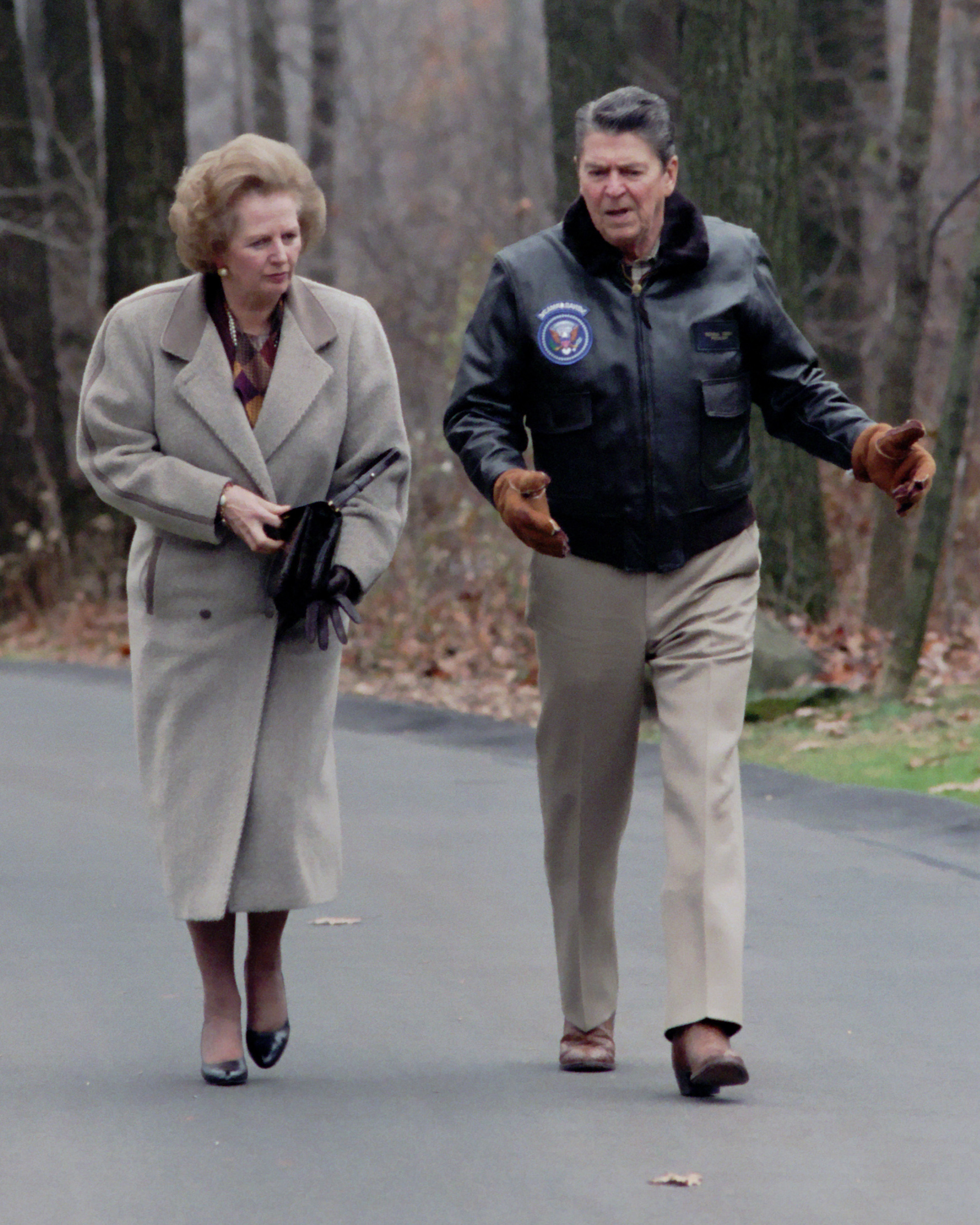
الرئيس ريغان مع رئيسة الوزراء البريطانية مارغريت تاتشر في كامب ديفيد عام 1986

شغل ريغان منصب الرئيس خلال الفترة الأخيرة من الحرب الباردة، فترة تصاعد الخلافات الأيديولوجية والاستعداد للحرب بين الولايات المتحدة والاتحاد السوفييتي. أدان ريغان في عام 1982 العدو على أنه «إمبراطورية الشر» التي ستُرسل إلى «مزبلة التاريخ» وتنبّأ في ما بعد بانهيار الشيوعية.
ألغى سياسة الانفراج الدولي وبنى جيشًا هائلًا للولايات المتحدة.
اقترح ريغان مبادرة الدفاع الاستراتيجي (إس دي آي)، مشروع دفاع كان يهدف إلى استعمال أنظمة الدفاع الصاروخي الأرضي والفضائي لحماية الولايات المتحدة من أي هجوم. اعتقد ريغان أن درع الدفاع هذا سيجعل الحرب النووية أمرًا مستحيلًا. كان ريغان على قناعة أن هزيمة الاتحاد السوفييتي ممكنة بدلًا من مجرد التفاوض معه.

### السياسة حيال الاتحاد السوفييتي
واجه ريغان الاتحاد السوفييتي بقوة، متّبعًا خروجًا حادًا عن سياسة الانفراج الدولي التي تبناها أسلافه ريتشارد نيكسون وجيرالد فورد وجيمي كارتر. مع افتراض أن الاتحاد السوفييتي كان غير قادر ماليًا على مجاراة الولايات المتحدة في سباق تسلح متجدد، سرّع الزيادات في الإنفاق الدفاعي التي كانت قد بدأت خلال إدارة كارتر وجاهد لجعل الحرب الباردة ساخنةً اقتصاديًا وخطابيًا.
كان لدى ريغان ثلاثة حوافز، اتفق أولًا مع غير المحافظين الذين حاججوا أن السوفييت كانوا في المقدمة في القوة العسكرية وأنه ترتب على الولايات المتحدة الدخول في السباق للحاق بهم. حذّر ستانسفيلد تيرنر، مدير وكالة الاستخبارات المركزية في ظل رئاسة كارتر، في عام 1981 من أن «أفضل الدراسات في السنوات الأخيرة الماضية أظهرت أن توازن القدرات النووية الاستراتيجية كان يميل لمصلحة الاتحاد السوفييتي». ثانيًا، رأى ريغان أن الاقتصاد السوفييتي المتدهور لا يمكنه التعامل مع سباق تسلح بتقنية عالية تستند إلى الحواسيب، فكان من الضروري منعه من الحصول على التكنولوجيا الغربية.
ثالثًا، كان هناك اليقين الأخلاقي بأن الشيوعية شر ومقدّر لها أن تفشل. كان ريغان القائد العالمي الأول الذي أعلن عن أن الشيوعية ستنهار خلال وقت قريب. في مارس 1983، كان فظًا مع جماعة دينية: الاتحاد السوفييتي هو «تركيز الشر في العالم الحديث» ولا يمكن أن يدوم: «أرى أن الشيوعية هي فصل حزين وغريب آخر في التاريخ البشري تُكتب صفحاته الأخيرة الآن». جاء تحليله الأكثر تفصيلًا في 8 يونيو 1982، إلى البرلمان البريطاني، مثيرًا ذهول السوفييت والحلفاء على حد سواء. افترض معظم الخبراء أن الاتحاد السوفييتي سيبقى موجودًا لأجيال قادمة، وكان من الضروري الاعتراف بذلك والعمل معهم. إلا أن ريغان سخّف الاتحاد السوفييتي على أنه «إمبراطورية الشر» وجادل بأنه كان يعاني أزمةً اقتصادية حادة أراد أن يجعلها أكثر سوءًا من خلال قطع التكنولوجيا الغربية. ذكر ريغان أن الاتحاد السوفييتي «يسير بعكس حركة التاريخ من خلال حرمان مواطنيه من الحرية والكرامة الإنسانية».